# Adolph Alexander
Adolph Alexander (Geburtsname Adolph Bernhardt, geboren am 20. September 1799 in Plau/Mecklenburg-Schwerin; gestorben am 27. September 1869) war ein deutscher Politiker und Mitglied der Hamburgischen Bürgerschaft.

## Leben und Politik
Adolph Bernhardt Alexander war jüdischer Abstammung. Er übersiedelte nach Hamburg und war bis 1847 mit den ebenfalls aus Mecklenburg stammenden Alexander Julius Saalfeld (1794–1860) und Lewis Heymann (1802–1869) als Partner der Textilhandelsfirma A. J. Saalfeld & Co. aktiv. Danach arbeiteten Alexander und Heymann unter dem Namen Ad. Alexander & Co. (Sitz Hamburg) bzw. Heymann & Alexander (Sitz Nottingham) mit weiteren Niederlassungen in Leipzig, Bradford, St. Pierre les Calais und Caudry.

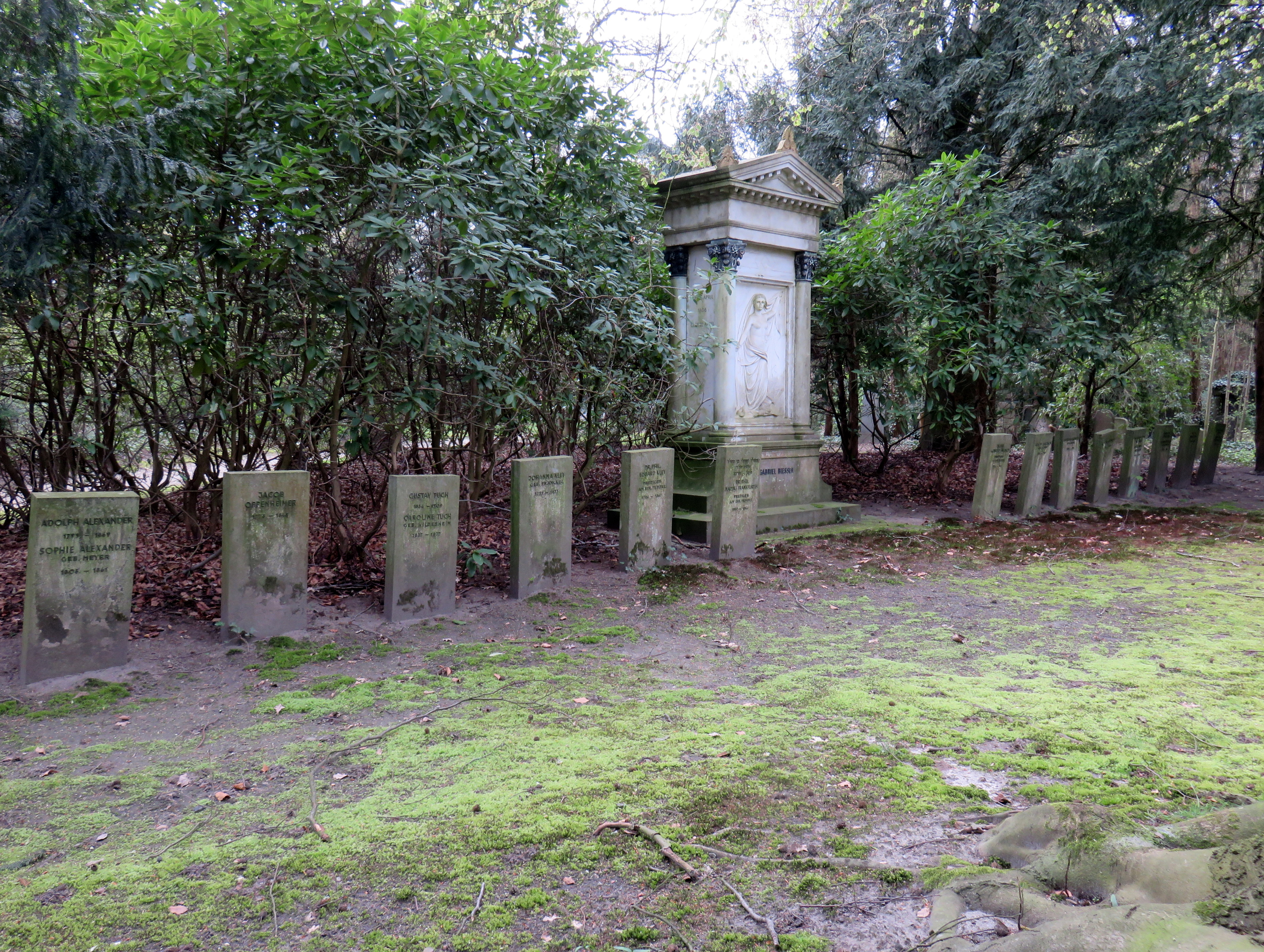
Gedenkstein Adolph Alexander (links), Jüdischer Friedhof Ilandkoppel

Alexander war von 1851 bis 1866 Vorsitzender der Deutsch-Israelitischen Gemeinde und von 1864 bis 1869 als Steuerschätzungsbürger tätig. Er widmete sich in Hamburg neben den geschäftlichen Dingen auch der Politik. Eines seiner Hauptanliegen der 1840er Jahre war die Forderung nach einem Anschluss Hamburgs an den Deutschen Zollverein. Er wurde auch als Mitglied in die durch die Vaterstädtische Sektion der Patriotischen Gesellschaft eingesetzte Kommission gewählt. Zur Unterstützung seiner Auffassung veröffentlichte er zudem Schriften und schrieb auch Aufsätze für die Wochenzeitung Hamburger Nachrichten.
In den Jahren 1859 bis 1862 war Alexander Mitglied der Ersten Hamburgischen Bürgerschaft.
Auch seiner Vaterstadt Plau blieb Alexander verbunden. So stiftete er Geld für den Ausbau des Hafens an der Elde, für Straßenbeleuchtung (Gaslaternen) und für die Ausstattung von Krankenzimmern im neuen Stadtkrankenhaus. Sein (getaufter) Enkel Hauptmann Adolf Ludwig Alexander erwarb 1884 die Güter Müsselmow und Holzendorf bei Schwerin.
Adolph Alexander war mit seiner Frau Sophie, geb. Meyer († 12. Mai 1861), bestattet auf dem Grindelfriedhof, Hamburg-Rotherbaum. Die Gräber wurden bei der Auflösung des Friedhofes durch die Nationalsozialisten entgegen jüdischen Bestattungsriten am 30. April 1937 zwangsweise umgebettet. In der Ehrenanlage im Bereich „Grindelfriedhof“ auf dem Jüdischen Friedhof Ohlsdorf (Ilandkoppel) wird mit einem Gedenkstein an Adolph Alexander erinnert.